# Conophytum calculus
Conophytum calculus là một loài thực vật có hoa trong họ Phiên hạnh. Loài này được (Berger) N.E.Br. mô tả khoa học đầu tiên năm 1922.